# Douglas D. Osheroff
Douglas Dean Osheroff (ur. 1 sierpnia 1945 w Aberdeen (Waszyngton)) – amerykański fizyk; w roku 1996 otrzymał – wraz z Davidem Lee i Robertem Richardsonem – Nagrodę Nobla w dziedzinie fizyki za odkrycie nadciekłości w izotopie helu 3He.
W roku 2003 został powołany w skład komisji badającej przyczyny katastrofy promu Columbia.